# 康斯坦丁·西蒙诺夫
康斯坦丁·米哈依洛维奇·西蒙诺夫 （俄语： 1915年11月28日—1979年8月28日）苏联作家、战争诗人、剧作家、战地记者。以诗作《等着我》而知名。西蒙诺夫曾参与过苏德战争，创作过大量战争题材的小说。曾担任《新世界》总编。